# Río Páez
Río Páez är en biflod till Magdalenafloden i Colombia.